# Шпелле
Шпелле (нім. Spelle) — громада в Німеччині, розташована в землі Нижня Саксонія. Входить до складу району Емсланд. Центр об'єднання громад Шпелле.
Площа — 34,2 км2. Населення становить 9931 ос. (станом на 31 грудня 2021).